# Гангэ

33 буквы бирманского письма

Гангэ (бирм. малая га) — третья буква бирманского алфавита, означает звонкий велярный взрывной звук «Г». В тайских палийских текстах соответствует букве кхокхуай, в сингальских палийских текстах соответствует букве гаянна.

## Гангэяпин
Гангэяпин ( MLCTS Gya ) — салоупау инициали с буквой гангэ, имеет произношение «джа». Примеры слов: джи - олень, джоу - голубь.